# Lo-Kloster
| Tibetische Bezeichnung            |
| --------------------------------- |
| Tibetische Schrift: ལོ་དགོན་པ       |
| Wylie-Transliteration: lo dgon pa |
| Chinesische Bezeichnung           |
| Vereinfacht: 洛寺                 |
| Pinyin:Luo si                     |

Das Kloster Lo bzw. Lo Gönpa (tib. lo dgon pa) ist ein frühes tibetisches Kloster der Kadam-Schule des tibetischen Buddhismus in Zentral-Tibet. Es liegt im Kreis Dagzê (Tagtse) der bezirksfreien Stadt Lhasa des Autonomen Gebiets Tibet der Volksrepublik China.
Das Kloster wurde 1095 von Phuchungwa Shönnu Gyeltshen (phu chung ba gzhon nu rgyal mtshan; 1031–1106) und Chengawa Tshülthrim Bar (spyan snga ba tshul khrims 'bar; 1038–1103), zweien der sogenannten „Drei Brüder“ aus der Kadam-Schule, gegründet.